# Joe Morrone Jr.
Joseph Morrone Jr. (ur. 19 marca 1959 w Middlebury) – amerykański piłkarz, grający na pozycji pomocnika.

## Kariera piłkarska
Joe Morrone Jr. karierę piłkarską rozpoczął w 1977 roku drużynie uniwersyteckiej University of Connecticut – Connecticut Huskies, którego trenerem był jego ojciec – Joe Morrone Sr. W 1980 roku zdobył nagrodę Hermann Trophy, nagrodę dla najlepszego piłkarza sezonu w lidze NCAA. Wkrótce odszedł z klubu po zdobyciu dla niego 158 punktów (61 goli, 36 asyst) w lidze NCAA.
Następnie Joe Morrone został piłkarzem klubu ligi NASL – Tulsa Roughnecks. Najpierw występował w halowej drużynie tego klubu w halowych rozgrywkach ligi NASL, a w sezonie 1981 został włączony do głównej drużyny Tulsa Roughnecks oraz został ogłoszonym Odkryciem Roku NASL. Z klubu odszedł w 1982 roku po rozegraniu 28 meczów i strzeleniu 11 goli w lidze NASL oraz 35 meczów i 9 golach w halowej lidze NASL.
Następnie został zawodnikiem San Jose Earthquakes, w którym w sezonie 1982 w lidze NASL rozegrał 12 meczów. Potem klub zmienił nazwę na Golden Bay Earthquakes i Morrone występował już tylko w halowej drużynie w rozgrywkach ligi MISL (30 meczów). Następnie w 1983 roku przeszedł do Pittsburgh Spirit, gdzie dnia 5 marca 1984 roku po rozegraniu 34 meczów i strzeleniu 10 goli w lidze MISL zakończył w wieku zaledwie 25 lat piłkarską karierę i rozpoczął studia biznesowe. Joe Morrone łącznie w lidze NASL rozegrał 47 meczów i strzelił 9 goli, w halowej lidze NASL rozegrał 28 meczów i strzelił 11 goli, a w lidze MISL rozegrał 64 mecze i strzelił 10 goli. Łącznie w karierze piłkarskiej rozegrał 139 meczów i strzelił 30 goli.

## Kariera reprezentacyjna
Joe Morrone występował z olimpijską reprezentacją Stanów Zjednoczonych w kwalifikacjach do igrzysk olimpijskich 1980. Joe Morrone strzelił dwa gole w wygranym meczach z olimpijską reprezentacją Surinamu (2:1) oraz z olimpijską reprezentacją Kostaryki (1:0). Reprezentacja Stanów Zjednoczonych zakwalifikowała się na turniej olimpijski w Moskwie, jednak reprezentacja nie wzięła w nim z powodu zbojkotowania tych igrzysk przez prezydenta Stanów Zjednoczonych – Jimmy’ego Cartera za internewncję wojsk radzieckich w Afganistanie.

## Sukcesy piłkarskie

### Indywidualne
- Hermann Trophy: 1980
- Odkrycie ligi NASL: 1981